# 中國動向
中國動向（集團）有限公司（港交所：3818）為中國領先的國際運動服裝品牌企業，集團從事設計、開發、市場推廣及批發Kappa及Rukka品牌運動服裝。

## 2011全年
- 營業額約27.42億人民幣
- 純利1.02億人民幣
- 存貨金額4.04億元
- 應收賬5.48億元
- 分店3119家
- 平均單店產生批發收入（營業額除以分店總數）87.9萬元

## 其他資料
- 中國動向（集團）有限公司（页面存档备份，存于）